# Rhys Chatham
Rhys Chatham (ur. 19 września 1952 w Nowym Jorku) – amerykański kompozytor, którego ekscentryczna i często trudna w odbiorze twórczość zaliczana jest do najważniejszych dzieł awangardowych i eksperymentalnych XX wieku. Jego utwory zainspirowane No wave'em i minimalizmem podważają tradycyjne rozumienie muzyki, podkreślają też niedoceniane dotąd elementy wykonawcze dzieła muzycznego.

## Dyskografia
- Factor X. CD, Moers Music, 1983.
- Die Donnergötter. CD/LP, Dossier Records ; Table of the Elements, Radium, 2006.
- Neon. CD/LP, Ninja Tune, Ntone, 1996.
- Septile. CD/LP, Ninja Tune, Ntone, 1997.
- Hard Edge. CD, The Wire Editions, 1999.
- A Rhys Chatham Compendium: 1971-1989. CD, Table of the Elements, 2002.
- An Angel Moves Too Fast to See. 3xCD Box, Table of the Elements, 2003.
- Echo Solo. LP, Table of the Elements, Azoth, 2003.
- Three Aspects of the Name. LP, Table of the Elements, Lanthanides, 2004.
- Two Gongs. CD, Table of the Elements, Radium, 2006.
- An Angel Moves Too Fast to See. CD/LP, Table of the Elements, Radium, 2006.
- A Crimson Grail. CD, Table Of The Elements, Radium, 2007.